# 奥尔特雷森达阿尔塔
奥尔特雷森达阿尔塔（義大利語：Oltressenda Alta），是意大利贝加莫省的一个市镇。总面积17平方公里，人口188人，人口密度11.1人/平方公里（2009年）。国家统计（ISTAT）代码为016147。